# バナナ (キリバス)

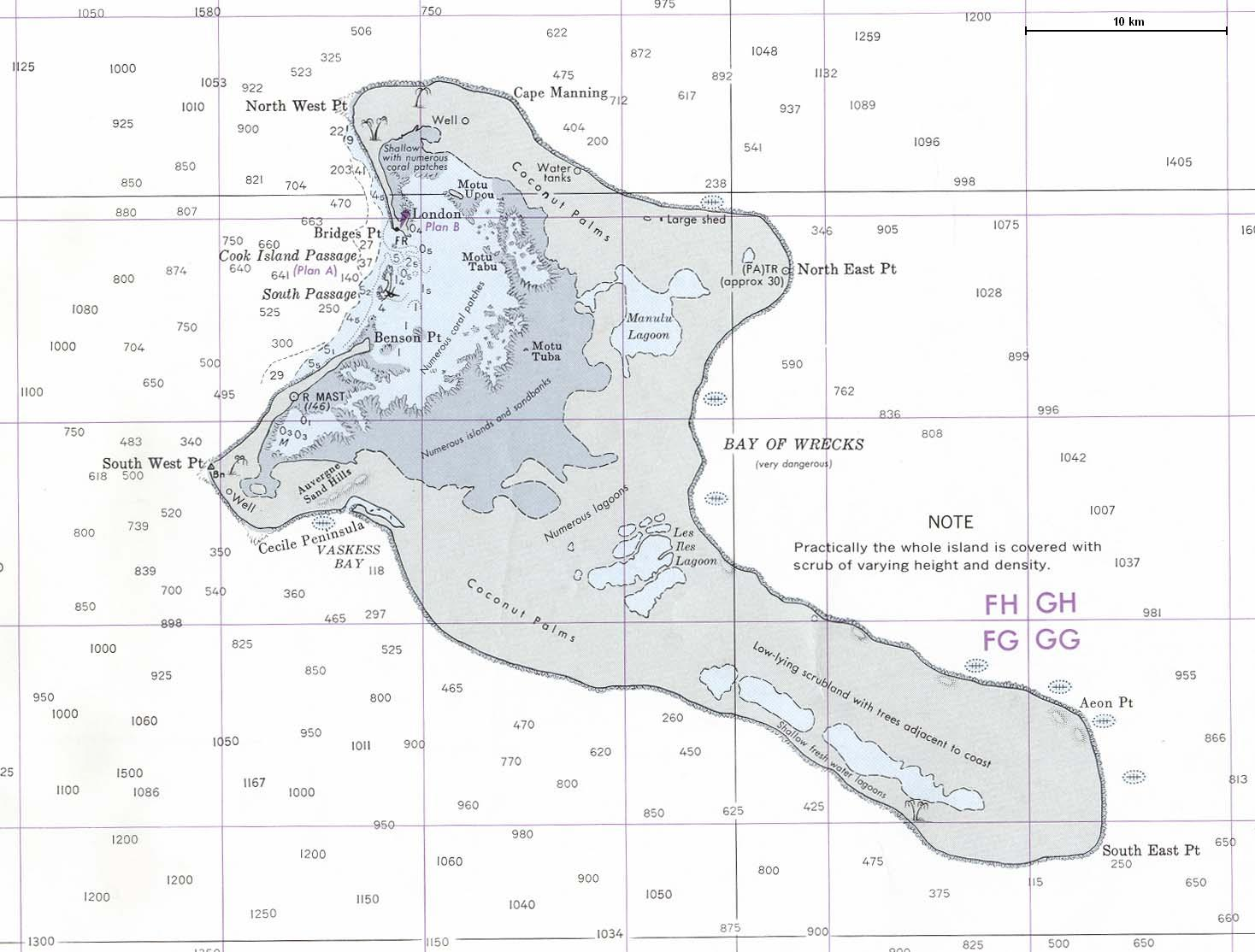
キリスィマスィ島

バナナ（Banana）はキリバスのキリスィマスィ島にある町。
島の北部のカシディー国際空港の近くにある。

## 人口統計
島で3番目に大きく、2015年の人口は1209人（内訳：男617人、女592人）。